# Guadalupe Martínez Pérez
Guadalupe Martínez Pérez es comunicadora y docente de origen náhuatl, (Tepeji del Río, Hidalgo). Es coordinadora de la agencia de Noticias de Mujeres Indígenas y Afrodescendientes (Notimia). También es Coordinadora General de la Alianza de Mujeres Indígenas de México y Centroamérica . Desde 1993 ha sido locutora de radio bilingüe, su última participación es como conductora del programa radiofónico Del Caracol a la Palabra. Ha destacado a nivel nacional e internacional por ser impulsora de la difusión y ejercicio de los derechos de las mujeres indígenas. 
En el 2019 participó en la 16.ª sesión del Foro Permanente para las Cuestiones Indígenas de la Organización de las Naciones Unidas (ONU), en Nueva York ,del 24 de abril al 5 de mayo.